# Bredvattnet, Lappland
Bredvattnet är en sjö i Åsele kommun i Lappland och ingår i Gideälvens huvudavrinningsområde. Sjön har en area på 0,698 kvadratkilometer och ligger 304,1 meter över havet.

## Delavrinningsområde
Bredvattnet ingår i det delavrinningsområde (710749-162913) som SMHI kallar för Utloppet av Bredvattnet. Medelhöjden är 314 meter över havet och ytan är 4,34 kvadratkilometer. Det finns inga avrinningsområden uppströms utan avrinningsområdet är högsta punkten. Vattendraget som avvattnar avrinningsområdet har biflödesordning 3, vilket innebär att vattnet flödar genom totalt 3 vattendrag innan det når havet efter 138 kilometer. Avrinningsområdet består mestadels av skog (48 procent) och sankmarker (36 procent). Avrinningsområdet har 0,7 kvadratkilometer vattenytor vilket ger det en sjöprocent på 16 procent.